# لامبورغيني سيستو إليمينتو
لامبورغيني سيستو إليمينتو (بالإنجليزية: Lamborghini Sesto Elemento)‏ هي سيارة من إصدار محدود، قامت شركة لامبورغيني الإيطالية بإطلاقها في معرض باريس الدولي للسيارات عام 2010، حيث تتميز هذه السيارة السوبر رياضية بشكلها الفضائي وقوتها الهائلة ووزنها الخفيف، ويعني اسم سيستو إليمينتو بالعربية العنصر السادس، ويُقصد به الرقم الذري لعنصر الكربون، في إشارة إلى مادة ألياف الكربون التي صُنعت منها هذه السيارة الخارقة
يتشارك تصميم سيستو إليمينتو الخارجي مع جينات سيارات لامبورغيني السابقة، حيث يتميز بأضواء أمامية هجومية صغيرة الشكل، ومقدمة منحدرة بشدة إلى الأسفل، مزينة بفتحتين كبيرتين على شكل حرف V، متصلة بصادم غائر إلى الداخل يحتوي على فتحتي هواء مشبكتين على جانبيه. وتمتد الخطوط الجانبية الحادة والمتقطعة، على الأبواب وفتحة تهوية المحرك وصولاً إلى الخلف، لتتلاقى مع فتحات غطاء المحرك السداسية غريبة الشكل، والجانح الخلفي المميز، ومع الأضواء المثيرة الصغيرة التي تذكرنا بطراز ريفينتون الذي صنع منه 40 نسخة فقط.
كما ويبرز في الخلف أيضا الصادم النافر تحت الأضواء، والمتّصل بجناح سفلي يشبه أجنحة الطائرة النفائة، ليمنح لامبورغيني سيستو إليمينتو المزيد من الديناميكية الهوائية. ولتعزيز مظهرها الرياضي الشرس وتخفيض وزن سيستو اليمينتو، زوّدت لامبورغيني هذه السيارة بإطارات رياضية خماسية الأذرع مصنوعة من مادة ألياف الكربون.
تظهر لامبورغيني سيستو إليمينتو الاختبارية من الداخل كسيارة سباقات، فهي خالية من العدادات والأزرار الموجودة في طرازات لامبورغيني التجارية، حيث تتمتع هذه السيارة الخارقة بمقود مضلع أحمر مع بدّالات يدوية كبيرة وجميلة لتغيير السرعة، وشاشة رقمية أعلى المقود لعرض المعلومات الخاصة بالسيارة.
كما وتتمتع سيستو اليمينتو بكونسول وسطي مصنوع من ألياف الكربون يحتوي على 3 أزرار فقط، واحد لتشغيل المحرك، وواحد للرجوع للخلف، والأخير للأضواء. كما وزّودت لامبورغيني سيستو اليمينتو بمقاعد رياضية منفصلة حمراء اللون مصنوعة من ألياف الكربون أيضاً.

## وصلات خارجية
- تقرير لامبورغيني سيستو إليمينتو